# Luis Alejandro Núñez
Luis Alejandro Núñez (San Lorenzo, 3 maggio 1980) è un ex calciatore paraguaiano, di ruolo centrocampista.

## Carriera

### Nazionale
Ha partecipato alla Copa América 2001.